# Porricondyla pallipes
Porricondyla pallipes är en tvåvingeart som först beskrevs av Johannes Winnertz 1853.  Porricondyla pallipes ingår i släktet Porricondyla och familjen gallmyggor.
Artens utbredningsområde är Tyskland. Inga underarter finns listade i Catalogue of Life.